# القوات المجندة العراقية
القوات المجندة العراقية أو المعروفة باسمها الأكثر شيوعا قوات ليفي كانت قوات عسكرية في العراق (المعروفة أيضًا باسم الجيوش الآشورية حيث سيصبحون تحت سيطرة العرق الآشوري في نهاية المطاف) وهي أول قوة عسكرية عراقية أسسها البريطانيون في العراق الذي تسيطر عليه بريطانيا. نشأت ضريبة العراق في قوة كشافة عربية مسلحة محلية نشأت خلال الحرب العالمية الأولى. بعد أن أصبح العراق تحت الانتداب البريطاني، أصبحت القوة أقلية مأهولة من الأشوريين والأكراد والتركمان العراقيين الذين عاشوا في شمال البلاد، في حين تم تجنيد الجيش العراقي الناشئ من السكان العرب. في نهاية المطاف، أصبحت وحدة مأهولة في الغالب الآشورية ويضطلع بها ضباط بريطانيون، والتي دافعت في البداية عن الحدود الشمالية لمحافظة الموصل عندما سيطرت تركيا على المحافظة وحشدت جيشها عبر الحدود. بعد عام 1928، كان الدور الرئيسي للقوات الجوية هو حراسة قواعد القوات الجوية الملكية الموجودة في العراق.
تميزت قوات الليفي في مايو 1941 خلال الحرب الأنجلو-عراقية، حيث هزم الآشوريون قوة كبيرة قوامها 15,000 عراقي من قوات المحور، بدعم جوي بريطاني، في معارك متعددة. كما هزم الآشوريون قوات عربية أخرى من قوات المحور في حملات في سوريا ولبنان، واستُخدموا أيضًا في ساحات قتال أخرى خلال الحرب العالمية الثانية، بما في ذلك البلقان وإيطاليا. بعد ذلك، نمت هذه القوة واستمرت حتى تفككت عندما سُلمت السيطرة على قاعدتي سلاح الجو الملكي البريطاني في الحبانية وقاعدة سلاح الجو الملكي البريطاني في الشيبة إلى العراق عام 1957.

## تاريخ
لتتبع القوات العراقية تاريخها إلى الكشافة العربية التي نظمها الرائد ج. إي. إيدي، من الجيش الهندي البريطاني عام 1915، والذي خدم كضابط خدمة خاصة في فرقة المنتفق في بلاد ما بين النهرين. قام بتجنيد أربعين من عرب الفرسان من القبائل حول الناصرية للعمل تحت إدارة المخابرات كحارس شخصي للضباط السياسيين في جنوب ووسط العراق. بحلول عام 1918، ارتفع عدد الكشافة العربية إلى 5,467 من العرب والأكراد والتركمان وعرب لبأهوار والميليشيات الآشورية.

## منظمة
في عام 1919، غيرت القوة الأسماء مرتين، الولى إلى الميليشيا ثم في يوليو إلى القوات العراقية عندما أصبح العراق تحت الانتداب البريطاني. في 12 أغسطس 1919، أصبحت القوة تُعرف باسم «اللاويين العرب والأكراد». وفي عام 1919 أيضًا، تم تقسيم القوات العراقية إلى قوة ضاربة مكونة من 3075 رجلًا، ومقرها بعقوبة، وقوة شرطة قوامها 1786 رجلًا. في 1 أغسطس 1919، تم نشر أوامر ليفي والدرك التي تم فيها تحديد سيطرة ليفي، وواجبات ضابط التفتيش في ليفي، والتي كانت مقصورة على التفتيش والإدارة. وضع هذا القوات تحت سيطرة ثلاثة أشخاص مختلفين: ضابط التفتيش، والمسؤول السياسي في المنطقة، والقائد الإداري المحلي. تم التعامل مع الميزانية من قبل ضابط التفتيش، باستثناء محافظات شمال العراق كركوك والسليماني والموصل لي، حيث تعامل معها المسؤولون السياسيون. في وقت لاحق، أصبحت القوات المسلحة تحت ضرائبهم الخاصة في العراق.
وتألفت القوات من مركز رئيسي (يقع أولاً في بعقوبة، ثم الهندية، ثم في الحبانية)، ومستشفى (أيضًا في الحبانية)، والعديد من الشركات الميدانية المرقمة. تم تنظيم بعض الشركات الميدانية لاحقًا في كتائب لعمليات متنقلة.
وتألفت القوات المتجندة من مقر (كان أولًا يقع في بعقوبة، ثم طراز طائرة الهنيدي، ثم الحبانية)، ومستشفى (أيضًا في الحبانية)، والعديد من الشركات الميدانية المرقمة. تم تنظيم بعض الشركات الميدانية لاحقًا في كتائب لعمليات متنقلة.

## عشرينات القرن الماضي
في مؤتمر القاهرة عام 1921، تم تحديد مهمة الجيوش "... لتخفيف القوات البريطانية والهندية في العراق، والاستيلاء على البؤر الاستيطانية في الموصل (المحافظة) وفي كردستان، التي كانت تحت سيطرة الحامية الإمبراطورية سابقًا، وبشكل عام سد الفراغ حتى يتم تدريب الجيش الوطني العراقي على القيام بهذه المهام.
حتى عام 1921، كانت القوات المتجندة يتألف بشكل أساسي من العرب والأكراد والتركمان والشبك، بينما حارب الآشوريون بشكل مستقل إلى جانب الأرمن وقوات الحلفاء في حرب الاستقلال الآشورية خلال الحرب العالمية الأولى. تشكلت، وطُلب من العرب والشعوب الإسلامية الأخرى الانضمام إليها بدلاً من الذهاب إلى اللاويين. تقرر تجنيد العرق الآشوري في اللاويين.
تم تقدير الآشوريين بسبب انضباطهم وولائهم وشجاعتهم ومهاراتهم القتالية من قبل البريطانيين، وكانوا يتحدثون الآرامية الشرقية الكنيسة الآشورية الشرقية، السريان الأرثوذكس، أو الكلدان المسيحيين، وهي أقلية سامية عرقية ودينية في عرب / كردية بشكل عام السكان المسلمين. [6] في تموز (يوليو) 1922 صدرت أوامر لم يتم فيها تجنيد المزيد من العرب لأنهم كانوا مطالبين بالانضمام إلى الجيش العراقي الجديد، ولم يتمكن أولئك الذين يخدمون من الخدمة من جديد. سمحت معاهدة 1922 بين بريطانيا العظمى والعراق باستمرار وجود ليفيز كـ «قوات محلية للحامية الإمبراطورية» ونصت على أن أفرادها هم «أفراد من القوات البريطانية من سكان العراق»
بحلول عام 1923، كان تأليف العراقي لجيوش العراق 50٪ آشوريون، مع أقلية كبيرة من الأكراد، بالإضافة إلى كتيبة ملحقة من عرب الأهوار وعدد قليل من الأرمن والمندائيين والتركمان.
في يوليو 1928 تم نقل ليفيز من مكتب المستعمرات إلى وزارة الطيران وتم نقل مقرها إلى طراز طائرة الهنيدي.
بحلول عام 1928، أصبح اللاويون آشوريين بالكامل. أصبحت كتيبة عرب الأهوار الكتيبة السابعة للجيش العراقي. ثم توسعت القوة بسرعة وأصبحت تُعرف باسم «شعباناس»، وهي كلمة تركية تعني الدرك شبه العسكري. كان واجبها الأساسي الآن حماية قواعد سلاح الجو الملكي في العراق.
عندما أصبحت القوات الآشورية أكثر انضباطا قدموا خدمة ممتازة. خلال التمرد العربي في العشرينيات من القرن الماضي، أظهروا، في ظل ظروف أعظم محاكمة، ولاءً راسخًا لضباطهم البريطانيين.
في عام 1920، قدم الآشوريون دليلاً على انضباطهم وخصائصهم القتالية عندما تعرضت المعسكرات الآشورية في ميندين وبعقوبة للهجوم من قبل القوات العربية، حيث هزم الأشوريون العرب وطردوا منهم.

## الثلاثينات
في عام 1931 كانت القوات المتجندة والجيش العراقي تقوم بدوريات في منطقة برزان. أشارت القوات الحكومية إلى سيطرة الحكومة، وهو ما كان الشيخ أحمد لا يزال يريد تجنبه.
في الأول من يونيو عام 1932، قدم اللاويون نصب تذكاري موقع إلى قائدهم جاء فيه أن «جميع الرجال قرروا التوقف عن الخدمة اعتبارًا من الأول من يوليو». والسبب هو أن بريطانيا «فشلت بشكل كاف في ضمان مستقبل الأمة الآشورية بعد انتهاء انتدابها على العراق».
بعد مفاوضات فاشلة من خلال الضباط الآشوريين، تم إحضار القوات البريطانية من مصر لتولي مهام الحراسة والحامية في القوات المتجندة. أصدر القادة المدنيون والدينيون الآشوريون بيانًا حث فيه جميع رتب اللاويين على الاستمرار في «خدمة مخلصة ومطاعة» حتى يتم الرد على التماس وطني إلى عصبة الأمم. كان تأثير هذا التدخل هو تهدئة القلق بين غالبية ليفيز، الذين استأنفوا مهامهم السابقة. ومع ذلك، تم تسريح مائتين وخمسين رجلاً من الخدمة

## الأربعينات
خلال 1940/41، انضم العراق إلى قوى المحور ووقعت معركة الحبانية. أثناء تمرد رشيد علي في عام 1941، حاصر الجيش العراقي القاعدة عند الهضبة المطلة. تم رفع الحصار من قبل الوحدات المتمركزة في الحبانية، بما في ذلك طيارون من مدرسة التدريب، وكتيبة من الفوج الملكي الخاص بالملك تم نقلها في اللحظة الأخيرة، والسرية رقم 1 للسيارات المدرعة RAF ، وجنود العراق التابعة لسلاح الجو الملكي البريطاني. وصول عمود إغاثة (Kingcol) وهو (طائرًا متطايرًا من الجيش البريطاني تم إنشاؤه أثناء الحرب الأنجلو عراقية) لاحقًا، جزء من Habforce أرسل من فلسطين، ثم الانتداب البريطاني، جنبًا إلى جنب مع وحدات الحبانية لإجبار قوات المتمردين على التراجع إلى بغداد. ثم جندت قوات المتجندة 11000 رجل إضافي، معظمهم من الآشوريين، ولكن أيضًا بعض الأكراد واليزيديين.
«لقد حفروا الخنادق وعزموا على تدمير الآشوريين وأخذ ممتلكاتهم وممتلكاتهم. تذكر الآشوريون بألم مذبحة عام 1933 في سميل والقرى المحيطة بها وتعهدوا» أبدا مرة أخرى! «. تذكروا اغتصاب ونهب القرويين الآشوريين العزل. .»
بحلول عام 1942، كانت ضرائب العراق تتكون من مقر، ومستودع، وشركات آشورية متخصصة، و 40 شركة خدمات وشركة المظلات الأولى، والتي تكونت من 75٪ آشوريين و 25٪ كردي. استند قانون الانضباط التأديبي الجديد لجباية العراق إلى حد كبير على قانون الجيش الهندي.
بحلول عام 1943، بلغت قوة جيش العراق 166 ضابطا بريطانيا يسيطرون على 44 شركة. 22 آشوري، خمسة آشوريون / يزيديون مختلطون، عشرة أكراد، أربعة من عرب الأهوار، وثلاثة من البلوش. خدمت إحدى عشرة شركة آشورية في فلسطين وأربع شركات أخرى خدمت في قبرص. كانت شركة باراشوت تابعة لقيادة البحرية الملكية وكانت نشطة في ألبانيا وإيطاليا واليونان. في عام 1943/1944، تم تغيير اسم ضرائب العراق ليصبح ضرائب القوات الجوية الملكية.
في عام 1945، بعد الحرب العالمية الثانية، تم تخفيض القوات إلى 60 ضابطًا بريطانيًا و 1900 من الرتب الأخرى. تولى فوج سلاح الجو الملكي البريطاني قيادة ليفيز وتم استبدال أفراد الجيش تدريجياً بأفراد سلاح الجو الملكي. خلال أكتوبر 1946، أعيد تصميم كتائب ليفيز كأجنحة وأسراب لتتوافق مع إجراءات فوج سلاح الجو الملكي البريطاني. في ديسمبر أعيدت الأسراب الكردية في قبرص والخليج العربي إلى إيران.

## الخمسينات
واصلت القوات الجوية الملكية مهام الحراسة والحراسة في عام 1954 ؛ عندما كانت تتألف من 1200 آشوري و 400 كردي و 400 عربي. تم حل القوات الجوية الملكية في 2 مايو 1955، وكان الملك فيصل حاضرًا مع أعضاء الحكومة، حيث تم تسليم سلاح الجو الملكي البريطاني في الحبانية وسلاح الجو الشيبة إلى الحكومة العراقية، على الرغم من بقاء سلاح الجو الملكي البريطاني في الحبانية حتى مايو 1959. من 515 من الآشوريين، 195 تطوع للخدمة في الجيش العراقي. في الساعة 0800 من يوم 3 مايو 1955، أعفي حراس من الجيش العراقي حراس حي ليفي. حدث ثانوي وعابر ولكنه يدل على نهاية حقبة حيث لم يعد اللاويون موجودون الآن.
عرض البريطانيون تعويضات مالية وتدريب مهني وإعادة توطين في الحياة المدنية لأفراد سلاح الجو الملكي البريطاني. وكان هؤلاء الأعضاء الذين قضوا 15 سنة أو أكثر في الخدمة متقاعدين. حصل أولئك الذين تقل أعمارهم عن 15 عامًا على مكافأة قدرها أجر شهر واحد عن كل سنة من سنوات الخدمة. أيضًا، تلقى الجبايون أجرًا كاملاً حتى 2 مايو. أولئك الذين كان من المقرر تسريحهم في ذلك اليوم يتلقون رواتبهم وبدل حصص غذائية لمدة 28 يومًا إجازة نهائية؛ بالإضافة إلى بدل ملابس مدنية وتذكرة مجانية للسكك الحديدية إلى منازلهم. أولئك الذين يتلقون تدريبًا مهنيًا كانت معدلات أجورهم وبدلاتهم الحالية مستمرة حتى نهاية تدريبهم.

## رتب ليفي
اشتقت رتب الضباط ليفي من الرتب العسكرية الآشورية القديمة:
- راب خيلة: قائد قوة
- راب تريما: زعيم 200
- راب إيما: زعيم 100
- راب خمشي: زعيم الخمسين

## الميداليات الممنوحة لجيش القوات المتجندة

### صليب القديس جورج
أوصت الإمبراطورية الروسية بمنح صليب القديس جورج لثمانية أعضاء آشوريين في عام 1917 أثناء الحرب العالمية الأولى.

### وسام الإمبراطورية البريطانية
تم منح ما مجموعه عشرة أوامر من الإمبراطورية البريطانية لضباط جيش العراق.
تم منح خمسة جوائز OBE لـ:
- رب خيلة زايا كوركيس - 1926
- راب إيما شاين كوركيس - 1926
- راب إيما دانيال إسماعيل - 1922
- راب Khamshi زيا كيواركيس - 1926

تم منح خمسة MBEs إلى:
- راب كايلا دافيد دي مار شيمون [فخري]
- راب ترما يعقوف خوشابا
- راب تريما أوديشو ناتان
- راب إيما شليمون بوخو
- راب خمشي إشو حمزة

### الصليب العسكري
تم منح الصليب العسكري للأفراد التالية أسماؤهم؛
- تم منح الصليب العسكري الأصلي لشليمون سليفو .
- راب إيما ستيبان نيسان
- راب إيما إسحاق سولاقا جيليانا - 1928
- راب إيما شمعون خوشابة - 1928
- راب إيما بيجان بيكو
- راب إيما أوزاريو تمراز - 1926
- راب خمشي اشو سابر - 1928
- راب خمشي شليمون صليوا - 1926

### الميدالية العسكرية
تم منح الميدالية العسكرية للأفراد التالية أسماؤهم؛
- راب إيما وردة إشو
- CQMS 65347 بيتو ماركوس - 1928
- العريف نيكولا دينكا
- العريف 55416 ميشو ميرو - 1927

### المذكورة في برقيات
تم ذكر ستة أعضاء من القوات العراقية في البرقيات
- راب إيما مالام عدي - 1929
- راب Khamshi Barkhu Hormis - 1929
- العريف 55416 باركو بابو - 1928
- خاص 55994 خانانيا يعقوب - 1929
- العريف 1171 جيورجيس شينو - 1944
- عريف لانس 10575 ميناز جيرورجيس - 1944

وقد تكرم جلالته بالموافقة على ذكر ما يلي تقديراً للخدمات المتميزة في الشرق الأوسط: -
«. . . فوج لينكولن - النقيب. HJC Thomas، MBE (64588)، ضريبة العراق المرفقة. . .»
(لندن جازيت ، 23 ديسمبر 1941)

### ميدالية الخدمة الطويلة وحسن السلوك
تم منح أكثر من 300 ميدالية للخدمة الطويلة وحسن السلوك لأكثر من خمسة عشر عامًا من الخدمة في الجيوش الآشورية.

### ميدالية الملك جورج مع المشبك
تم منح العشرات من أوسمة الملك جورج مع المشبك في عام 1922 للعمليات في رواندوز في شمال العراق.

### وسام الخدمة العامة بقفل العراق
أُنشئ وسام الخدمة العامة للعراق عام 1924 ومنحه الملك فيصل الأول للعمليات في العراق بين عامي 1924 و 1936.

### ميداليات الحرب العالمية الثانية
مُنحت ثلاث ميداليات مختلفة من الحرب العالمية الثانية لأعضاء قوات الجباية العراقية.
- ميدالية الحرب 1939-1945 - مُنحت للجانويين بعد 28 يومًا من الخدمة في الحرب العالمية الثانية.
- نجمة 1939-1945 - مُنحت لليفيز بعد ستة أشهر من الخدمة في الحرب العالمية الثانية.
- نجمة إيطاليا - تُمنح لموظفي شركة المظلات الذين خدموا في ألبانيا و / أو إيطاليا و / أو اليونان.

## روابط خارجية
- معركة ألبانيا الآشورية على موقع يوتيوب
- موقع شامل عن جيوش سلاح الجو الملكي الآشوري
- موقع جمعية راف الحبانية